# مشاور امنیت میهن
دستیار امنیت میهن و ضدتروریسم رئیس‌جمهور که عموماً از آن به عنوان مشاور امنیت میهن یاد می‌شود و گاه‌گاهی دارای عنوان قائم‌مقام امنیت میهن و ضد تروریسم مشاور امنیت ملی است، از دستیاران ارشد دفتر اجرایی رئیس‌جمهور (آمریکا), مستقر در بال غربی کاخ سفید است، که به عنوان مشاور ارشد درون‌دفتری رئیس‌جمهور ایالات متحده آمریکا در زمینه مسایل امنیت میهن و ضد تروریسم انجام وظیفه می‌کند. مشاور امنیت میهن بر اساس قانون عضو شورای امنیت میهن است. مشاور امنیت میهن با رضایت رئیس‌جمهور فعالیت می‌کند و نیازمند کسب رای اعتماد از سنا نیست.

## فهرست مشاوران امنیت میهن
| # | پرتره | نام                  | مدت             | مدت             | رئیس‌جمهور تحت خدمت |
| # | پرتره | نام                  | شروع            | پایان           | رئیس‌جمهور تحت خدمت |
| - | ----- | -------------------- | --------------- | --------------- | ------------------ |
| ۱ |       | تام ریج              | ۲۰ سپتامبر ۲۰۰۱ | ۲۴ ژانویه، ۲۰۰۳ | جرج دابلیو بوش     |
| ۲ |       | جان ای گوردون        | ۳۰ آوریل ۲۰۰۳   | ۲۸ می، ۲۰۰۴     | جرج دابلیو بوش     |
| ۳ |       | فرانسیس تاونزند      | ۲۸ مه ۲۰۰۴      | ۳۰ مارس، ۲۰۰۸   | جرج دابلیو بوش     |
| ۴ |       | Kenneth L. Wainstein | ۳۰ مارس ۲۰۰۸    | ۲۰ ژانویه، ۲۰۰۹ | جرج دابلیو بوش     |
| ۵ |       | جان برنان            | ۲۰ ژانویه ۲۰۰۹  | ۲۵ ژانویه، ۲۰۱۳ | باراک اوباما       |
| ۶ |       | لیزا موناکو          | ۲۵ ژانویه ۲۰۱۳  | ۲۰ ژانویه، ۲۰۱۷ | باراک اوباما       |
| ۷ |       | تام باسرت            | ۲۰ ژانویه ۲۰۱۷  | ۱۰ آوریل ۲۰۱۸   | دونالد ترامپ       |